# Vlasta Děkanová
Vlasta Děkanová (5. září 1909, Praha – 16. října 1974, tamtéž) byla česká a československá sportovní gymnastka, držitelka stříbrné medaile v soutěži družstev žen z LOH 1936 v Berlíně.
Jako první v historii cvičení žen získává titul „Přebornice ČOS“ za 1. místo v závodech „Přebor žen ČOS“ a za 1. místo v závodech „Svazu slovanského Sokolstva“ konaných v rámci IX. sletu ČOS v Praze v r. 1932.
Rok 1934: poprvé v historii cvičení žen ženy závodí na Mistrovství světa v Budapešti. Získává 1. místo a zlatou medaili. Je tak první ženou, která se stává Mistryní světa. V tomto roce se účastní Mezisletových závodů v Prostějově a „Obecných závodů žen“ v Praze. Dále se účastnila na Mezinárodních závodech v Sofii, v Bulharsku.
Rok 1935:  vybojována účast v zájezdu ČOS do Bruselu v Belgii při příležitosti Světové výstavy. Odtud pokračovali do Francie na mezinárodní závody v Clermont-Ferrant. Československo zvítězilo,          i muži. Zúčastnili se slavnostního vystoupení v Saint Nazaire.
Rok 1936: na Mezinárodních závodech v Lublani získává 1. místo. Berlín LOH 1936 stříbrná medaile v soutěži družstev žen.
Rok 1937: „Na přeborech žen ve dvanáctiboji“ ČOS v Praze získává 1. místo. Vybojována účast na „Tělovýchovné slavnosti“ francouzských Sokolů v Paříži. Vybojována účast na mezinárodních závodech v Jugoslávii, Novi Sad, „Svaz slovanského Sokolstva“, získala 3. místo.
Rok 1938: Mistrovství světa v Praze. Získává 1. místo a stává se tak dvojnásobnou mistryní světa. Dostává zlatou medaili za cvičení v družstvu žen.
Rok 1939: v červnu udělena medaile hlavního města Prahy – zlatá.
Po válce už necvičí. Věnuje se organizátorské práci v tělovýchově. Stává se vedoucí „Zlatého olympijského družstva“ v Londýně v r. 1948. Působí také jako rozhodčí doma i v zahraničí. Je rovněž vychovatelka ve Svazu sportovní gymnastiky Městského výboru ČSTV v Praze. Je také dlouholetá členka „Výboru pro zahraniční Sokol“. Je čestná členka Svazu sportovní gymnastiky v Praze. Je jí udělen titul „Zasloužilá mistryně sportu“.